# Requínoa
Requínoa est une ville et une commune du Chili faisant partie de la province de Cachapoal, elle-même rattachée à la Région O'Higgins. En 2012, sa population s'élevait à 26 089 habitants. La superficie de la commune est de 673 km2 (densité de 39 hab./km2). La commune est créée en 1898. Elle a une importante activité agricole et viticole : elle produit des crus de qualité et exporte plusieurs espèces de fruit. Les deux agglomérations principales de la commune sont Requinoa et Los Lirios 4 kilomètres au nord. On pense que les troupes royales ont campé sur le territoire de la commune la veille de la Bataille de Rancagua (1er octobre 1814) qui mit fin à la première tentative de faire du Chili un état indépendant.
Requínoa se trouve dans la Vallée centrale du Chili à environ 100 kilomètres au sud de la capitale Santiago et 10 kilomètres au sud de Rancagua capitale de la province de Cachapoal.

Position de Requínoa (en rouge) au sein de la Province de Cachapoal.